# Platyoides
Platyoides is een geslacht van spinnen uit de  familie van de Trochanteriidae.

## Soorten
- Platyoides alpha Lawrence, 1928
- Platyoides costeri Tucker, 1923
- Platyoides fitzsimonsi Lawrence, 1938
- Platyoides grandidieri Simon, 1903
- Platyoides leppanae Pocock, 1902
- Platyoides mailaka Platnick, 1985
- Platyoides pictus Pocock, 1902
- Platyoides pirie Platnick, 1985
- Platyoides pusillus Pocock, 1898
- Platyoides quinquedentatus Purcell, 1907
- Platyoides ravina Andriamalala & Ubick, 2007
- Platyoides rossi Platnick, 1985
- Platyoides vao Andriamalala & Ubick, 2007
- Platyoides velonus Platnick, 1985
- Platyoides venturus Platnick, 1985
- Platyoides walteri (Karsch, 1886)